# Съвет за национална сигурност и отбрана на Украйна
Съвет за национална сигурност и отбрана на Украйна (СНСО; на украински: Рада національної безпеки і оборони України) е координационен орган между президента на Украйна и изпълнителните органи в областта на сигурността и отбраната. Президентът на Украйна е председател на Съвета за национална сигурност и отбрана на Украйна. Настоящият секретар на СНСО е Олексий Данилов, който заема поста от 3 октомври 2019 г. Секретарят на Съвета за национална сигурност и отбрана на Украйна осигурява организацията на работата и изпълнението на решенията на съвета.

## История
С президентски указ № 772 от 30 август 1996 г. в съответствие с член 107 от Конституцията на Украйна е създаден Съвет за национална сигурност и отбрана на Украйна като постоянно действащ конституционен орган за координация и контрол на дейността на органите на изпълнителната власт в сферата на националната сигурност и отбраната. Съвет за национална сигурност и отбрана на Украйна е създаден на мястото на Съвета за отбрана на Украйна и Съвета за национална сигурност на Украйна, които функционират между 1991 и 1996 г.
Съвет за отбрана на Украйна е създаден с указ N 1658-XII на Върховната рада от 11 октомври 1991 г. Съгласно устава на Съвета по отбрана този орган е определен като най-висшия държавен орган за колегиално управление на въпросите на отбраната и сигурността на Украйна, който се създава с цел защита на суверенитета, конституционния ред, териториалната цялост и неприкосновеността на републиката, разработване на стратегия и постоянно подобряване на политиката в областта на отбраната и държавната сигурност, всеобхватна научна оценка на характера на военните заплахи, определяне на отношението към съвременната война и ефективен контрол върху задачите на държавата и нейните институции за поддържане на отбранителните способности на нивото на отбранителна достатъчност.
В съответствие с постановление на Върховната рада на Украйна № 2261-XII от 9 април 1992 г. Съвет по отбрана се състои от президента на Украйна – председател на Върховната рада, министър-председателя на Украйна, първия заместник-председател на Върховната рада, министъра на външните работи на Украйна, министъра на отбраната на Украйна, министъра на вътрешните работи, министъра на машиностроенето, военнопромишления комплекс и конверсията на Украйна, председателя на Службата за сигурност на Украйна, командващия Националната гвардия на Украйна, командващия граничните войски.

## Структура
С Указ № 764/2019 президентът Володимир Зеленски реши да одобри следната структура на персонала на СНСО:
- Секретар;
- Първи заместник-секретари;
- Заместник-секретари;
- Ръководител на персонала;
- Първи заместник-началник на кабинета;
- Заместник-началници на щабове;
- Служба на секретаря;
- Външна служба за сигурност;
- Служба за информационна сигурност и киберсигурност;
- Служба за държавна и обществена сигурност;
- Военната служба за сигурност;
- Служба за мобилизация и териториална отбрана;
- Военно-техническо сътрудничество и обслужване на отбранително-промишления комплекс;
- Служба за координиране на дейностите на изпълнителната власт в областта на националната сигурност;
- Служба за икономическа сигурност;
- Служба „Социална и човешка сигурност“ и Служба „Сигурност на критичната инфраструктура“;
- Служба за сигурност на критичната инфраструктура;
- Служба за външнополитическа сигурност и международно сътрудничество;
- Службата за финансова подкрепа на дейности в областта на националната сигурност и отбраната;
- Служба на Главния ситуационен център;
- Услуга за организационна подкрепа;
- Служба за стратегическо планиране и анализ;
- Служба за достъп до обществена информация и връзки с медиите; Служба по правни въпроси; Финансова служба;
- Служба по правни въпроси; Финансова служба;
- Служба за управление на човешките ресурси;
- Служба за таен контрол;
- Услуга за координация и административна работа.